# Leptacis flavus
Leptacis flavus är en stekelart som beskrevs av Peter Neerup Buhl 1997. Leptacis flavus ingår i släktet Leptacis och familjen gallmyggesteklar. Inga underarter finns listade i Catalogue of Life.